# قلعه توت
قلعه توت، روستایی از توابع بخش مرکزی شهرستان بجنورد در استان خراسان شمالی ایران است.

## جمعیت
این روستا در دهستان بدرانلو قرار دارد و براساس سرشماری مرکز آمار ایران در سال ۱۳۸۵، جمعیت آن ۱۵۱ نفر (۴۲خانوار) بوده‌است.

## زبان
مردم روستای قلعه توت کرد هستند و به زبان کردیسخن می گویند.